# 16 de mayo
El 16 de mayo es el 136.º (centésimo trigésimo sexto) día del año en el calendario gregoriano y el 137.º en los años bisiestos. Quedan 229 días para finalizar el año.

## Acontecimientos
- 218: Julia Mesa, tía de Caracalla, es expulsada de su casa en Siria por el autoproclamado Macrino y declara a su nieto de 14 años Heliogábalo, emperador de Roma.
- 1204: Balduino IX, conde de Flandes, es coronado como primer emperador del Imperio latino.
- 1321: Jaime II de Aragón e Ismail II de Granada firman un tratado de paz y amistad por cinco años que será después renovado.
- 1364: Batalla de Cocherel entre tropas anglonavarras y francesas, en el contexto de la guerra de los Cien Años.
- 1527: los florentinos expulsan a los Medici por segunda vez y Florencia se vuelve a establecer como república.
- 1584: Santiago de Vera se convierte en el sexto gobernador General de las Filipinas.
- 1605: en Roma, Camilo Borghese es nombrado papa y adopta el nombre de Paulo V.
- 1703: en Rusia se inicia la construcción de San Petersburgo.
- 1764: en el Alcázar de Segovia (España) se inaugura el Real Colegio de Artillería, la academia militar más antigua del mundo en activo.
- 1770: en Francia, María Antonieta de 14 años, se casa con Luis Augusto, de 15 años (quien será el rey Luis XVI).
- 1811: en el marco de la guerra de la Independencia española: España, Portugal y el Reino Unido derrotan al ejército francés en la batalla de La Albuera.
- 1812: el general Mijaíl Kutúzov firma el Tratado de Bucarest, acabando como la guerra ruso-turca. Besarabia es anexionada por el Imperio ruso.
- 1822: en el marco de la guerra de independencia de Grecia, los turcos capturan la ciudad griega de Souli.
- 1825: Simón Bolívar emite un decreto para que las provincias del Alto Perú (que conforman la actual República de Bolivia) se reúnan en asamblea y expresen libremente su voluntad sobre sus intereses y gobierno.
- 1829: en el Teatro Ducale de Parma (Italia) se estrena la ópera Zaira, de Vincenzo Bellini.
- 1850: botadura del Napoleón, primer buque de guerra de vapor.
- 1860: en una tercera ronda de votaciones en la Convención Nacional del Partido Republicano, Abraham Lincoln le gana a sus rivales internos y se convierte en el candidato presidencial oficial de ese partido para las elecciones de ese año.
- 1866: En los Estados Unidos, el Gobierno crea la moneda de 5 centavos.
- 1877: en Francia sucede una crisis política: el presidente Patrice MacMahon obliga a dimitir al primer ministro Jules Simon pero el parlamento rechaza el nuevo Gobierno por lo que el presidente disuelve el parlamento.
- 1903: en Estados Unidos, George Wyman inicia el primer viaje en motocicleta de extremo a extremo de ese país.
- 1916: se firma el Acuerdo Sykes-Picot entre el Reino Unido de Gran Bretaña e Irlanda y la Tercera República Francesa que dividió el Imperio otomano en estados como Siria e Irak.
- 1920: en Roma, el papa Benedicto XV canoniza a Juana de Arco como santa.
- 1920: el torero Joselito el Gallo es herido mortalmente en la plaza de toros de Talavera de la Reina por el toro Bailaor, de la ganadería de la Viuda de Ortega.
- 1929: en Hollywood (California) se entregan por primera vez los premios Óscar.
- 1933: en los Estados Unidos, el presidente Franklin Roosevelt propone un pacto universal de no agresión.
- 1940: En el marco de la Segunda Guerra Mundial, la ciudad de Münster en Alemania es bombardeada por primera vez. Al final de la guerra perdió 1294 ciudadanos y el 90 % del centro histórico. En 1943 sufrió 49 ataques aéreos y 53 más hasta el final de la guerra.
- 1943: en el marco del Holocausto, los nazis acaban con el Levantamiento del Gueto de Varsovia.
- 1945: se rinde la guarnición alemana de Alderney, una semana después de la capitulación oficial alemana en la II Guerra Mundial.
- 1948: en Israel, Chaim Weizmann es elegido primer presidente.
- 1956: primer acuerdo, y creación, del Club de París. Renegociación de la deuda de Argentina.
- 1958: en el atolón Enewetak (islas Marshall, en medio del océano Pacífico), Estados Unidos detona su bomba atómica Wahoo, de 9 kilotones. Se trata de una prueba en las profundidades del océano (975 m). Es la bomba n.º 127 de las 1132 que Estados Unidos detonó entre 1945 y 1992.
- 1960: en los Hughes Research Laboratories se dispara el primer láser funcional.
- 1961: en Corea del Sur, Park Chung-hee lidera un golpe de Estado para derrocar la Segunda República.
- 1966: Bob Dylan lanza al mercado estadounidense el primer álbum doble de la historia de la música rock.
- 1966: Inicio de la Revolución Cultural organizada por Mao Zedong, líder del Partido Comunista de China
- 1966: se publica el disco Pet Sounds de The Beach Boys.
- 1969: en la superficie del planeta Venus aterriza el vehículo de pruebas soviético Vénera 5 (del programa Vénera).
- 1974: India anuncia que posee armamento atómico.
- 1974: Tito es reelegido presidente de la República Socialista Federal de Yugoslavia. Esta elección es vitalicia.
- 1975: India se anexiona el Sikkim.
- 1975: en Nepal, Junko Tabei se convierte en la primera mujer en alcanzar la cima del monte Everest.
- 1983: en Nueva York, se publica el especial de televisión Motown 25: Yesterday, Today, Forever.
- 1988: en los Estados Unidos, un informe de C. Everett Koop establece que las propiedades adictivas de la nicotina son similares a las de la heroína y la cocaína.
- 1988: aparece el teletexto por primera vez en las televisiones de España, concretamente en TVE.
- 1988: el papa Juan Pablo II comienza su visita al Paraguay.
- 1989: China y la Unión Soviética restablecen relaciones diplomáticas.
- 1995: en Granada se inaugura el Estadio Nuevo Los Cármenes.
- 1997: el presidente de Zaire, Mobutu Sese Seko, deja el poder tras más de 30 años de dictadura. Laurent-Désiré Kabila proclama la República Democrática del Congo.
- 1997: en Washington (Estados Unidos) el presidente Bill Clinton pide disculpas formales a los ocho supervivientes del experimento Tuskegee: entre 1932 y 1972 el Gobierno mantuvo engañadas a 400 familias de en Macon (Alabama), enfermas de sífilis, proveyéndoles placebo en lugar de tratamiento.
- 2001: el líder independentista boricua Rubén Berrios es condenado a cuatro meses de prisión por un tribunal federal estadounidense.
- 2002: se estrena la película Star Wars Episode II: Attack of the Clones.
- 2003: en Marruecos, los atentados islamistas en Casablanca provocan 45 muertos.
- 2007: en Francia, Nicolas Sarkozy asume como presidente.
- 2007: el Sevilla FC consigue en Glasgow su segunda Copa de la UEFA.
- 2021: Andrea Meza , gana el título de Miss Universo, frente a 73 candidatas de diferentes naciones, dándole a México su cuarta corona.
- 2013: Wikipedia en español alcanza el millón de artículos.

## Nacimientos
- 1418: Juan II de Chipre, rey de Chipre entre 1432 y 1458 (f. 1458).
- 1490: Alberto de Prusia, aristócrata prusiano (f. 1568).

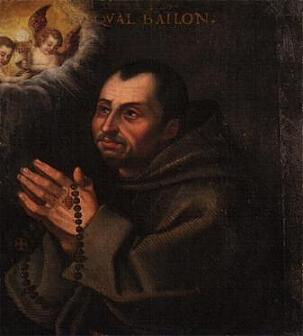
San Pascual Bailón.

- 1540: Pascual Bailón, lego franciscano y santo español (f. 1592).
- 1605: Federico Ubaldo della Rovere, aristócrata italiano (f. 1623).
- 1611: Inocencio XI, papa italiano (f. 1689).
- 1708: Torcuato Ruiz del Peral, pintor, escultor e imaginero español (f. 1773).
- 1718: Maria Gaetana Agnesi, matemática italiana (f. 1799).
- 1763: Louis Nicolas Vauquelin, farmacéutico francés (f. 1829).
- 1788: Friedrich Rückert, escritor y poeta alemán (f. 1866).
- 1797: Pascual Echagüe, militar y político argentino (f. 1867).
- 1801: William H. Seward, político y abogado estadounidense (f. 1872).
- 1809: Juan de la Pezuela, escritor, militar y político español (f. 1906).

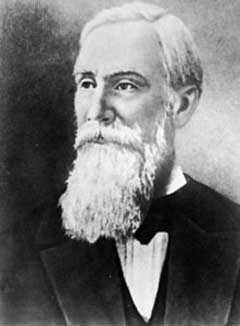
Pafnuti Chebyshov.

- 1821: Pafnuti Chebyshov, matemático ruso (f. 1894).
- 1824: Juan Cordero, pintor mexicano (f. 1884).
- 1824: Levi P. Morton, político estadounidense, 22.º vicepresidente (f. 1920).
- 1826: José Zapater y Ugeda, abogado y escritor valenciano (f. 1899)
- 1827: Pierre Cuypers, arquitecto neerlandés (f. 1921).
- 1831: David Hughes, físico e inventor estadounidense (f. 1900).
- 1836: Juan de la Luz Enríquez Lara, político y militar mexicano (f. 1896).
- 1845: Iliá Méchnikov, microbiólogo ruso, premio nobel de fisiología o medicina en 1908 (f. 1916).
- 1856: Fritz Kurt Alexander von Schwerin, botánico alemán (f. 1934).
- 1860: H. H. Holmes, asesino en serie estadounidense (f. 1896).
- 1879: Edith Buemann, actriz cinematográfica danesa (f. 1968).
- 1882: Teodoro Bardají, escritor culinario y cocinero español (f. 1958).
- 1882: Anne O’Hare McCormick, periodista estadounidense de origen británico, ganadora del premio Pulitzer (f. 1954).
- 1888: Royal Rife, inventor estadounidense (f. 1971).
- 1889: Antonio Chacón, cantaor flamenco español (f. 1929).
- 1890: José Álvarez Fernández, misionero peruano (f. 1970).
- 1891: Richard Tauber, tenor austriaco (f. 1948).
- 1894: Joan Salvat-Papasseit, poeta español (f. 1924).
- 1898: Tamara de Lempicka, pintora polaca (f. 1980).
- 1898: Kenji Mizoguchi, cineasta japonés (f. 1956).
- 1900: Juan Félix Sánchez, artista venezolano (f. 1997).

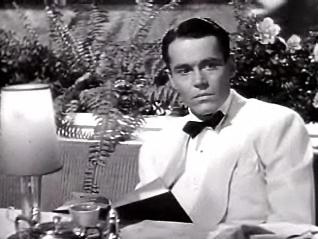
Henry Fonda.

- 1905: Henry Fonda, actor estadounidense (f. 1982).
- 1906: Arturo Uslar Pietri, escritor, periodista y político venezolano (f. 2001).
- 1907: Antonín Puč, futbolista checoslovaco (f. 1988).
- 1909: Ubaldo Martínez, actor uruguayo (f. 1977).
- 1909: Margaret Sullavan, actriz estadounidense (f. 1960).
- 1909: Luigi Villoresi, piloto italiano de automovilismo (f. 1997).
- 1910: Olga Bergholz, poeta rusa (f. 1975).
- 1912: Studs Terkel, escritor estadounidense (f. 2008).
- 1913: Woody Herman, músico estadounidense (f. 1987).
- 1913: Juan Suárez Martínez, empresario español (f. 2006).
- 1914: Edward T. Hall, antropólogo estadounidense (f. 2009).
- 1915: Mario Monicelli, cineasta italiano (f. 2010).
- 1916: Adriana Caselotti, actriz estadounidense (f. 1997).
- 1916: Ephraim Katzir, político israelí (f. 2009).

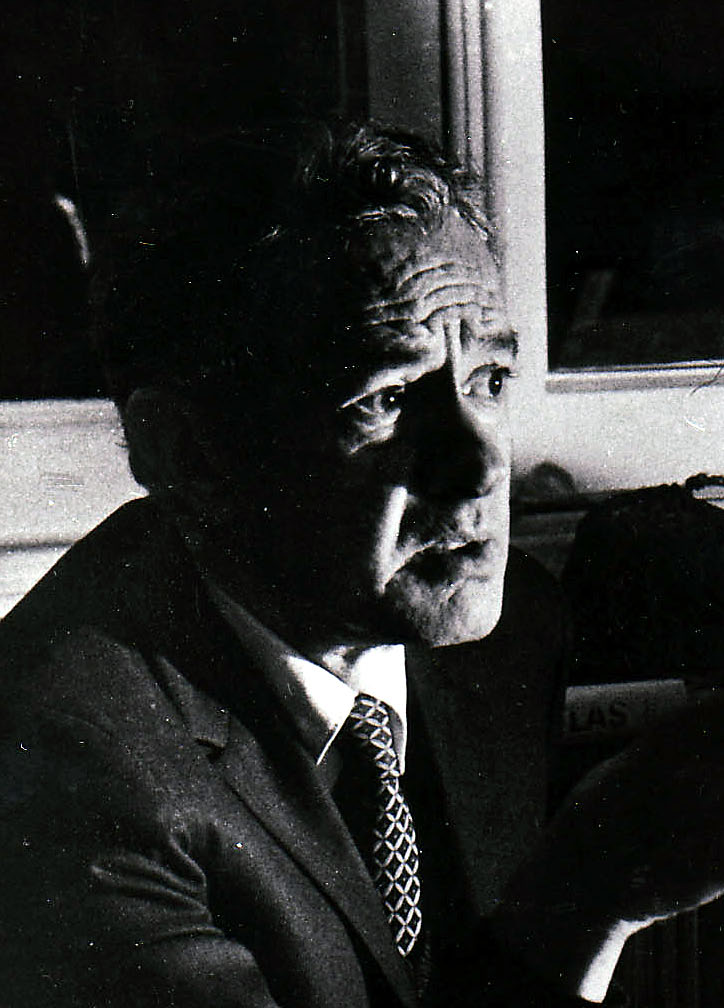
Juan Rulfo.

- 1917: Juan Rulfo, escritor mexicano (f. 1986).
- 1917: George Gaynes, actor estadounidense (f. 2016).
- 1919: Liberace (Wladziu Valentino Liberace), pianista estadounidense (f. 1987).
- 1919: Ramón Margalef, ecólogo español (f. 2004).
- 1920: Martine Carol, actriz francesa (f. 1967).
- 1920: Leopold Tyrmand, escritor y periodista polaco - estadounidense (f. 1985).
- 1921: Harry Carey Jr., actor estadounidense (f. 2012).
- 1922: Eddie Bert, trombonista estadounidense (f. 2012).
- 1923: Merton Miller, economista estadounidense, premio en Ciencias Económicas en memoria de Alfred Nobel en 1990 (f. 2000).
- 1924: Dawda Jawara, político gambiano, primer presidente (f. 2019).
- 1924: José Kaor Dokú, futbolista colombiano (f. 2022).
- 1925: Bobbejaan Schoepen, músico belga (f. 2010).
- 1925: Ola Vincent, economista nigeriano (f. 2012).
- 1925: Nancy Roman, astrónoma estadounidense (f. 2018).
- 1927: Nílton Santos, futbolista brasileño (f. 2013).
- 1928: Alfred Manuel Billy Martin, beisbolista estadounidense (f. 1989).
- 1930: Friedrich Gulda, pianista y compositor austriaco (f. 2000).
- 1930: Alberto Terry, futbolista peruano (f. 2006).
- 1931: Vujadin Boškov, futbolista y entrenador serbio (f. 2014).
- 1931: Lowell Weicker, político estadounidense (f. 2023).
- 1935: Angelo Martino Colombo, futbolista italiano (f. 2014).
- 1936: Francisco Sánchez Martínez, astrofísico español.
- 1936: Karl Lehmann, cardenal alemán (f. 2018).
- 1936: Cesáreo Gabaráin, compositor español (f. 1991).
- 1937: Antonio Rattín, futbolista, entrenador y político argentino.
- 1937: Yvonne Craig, actriz estadounidense (f. 2015).
- 1938: Marco Aurelio Denegri, conductor de televisión y sexólogo peruano (f. 2018).
- 1941: Carlos Perciavalle, actor, humorista, productor y conductor uruguayo.
- 1942: Graciela Iturbide, fotógrafa mexicana.
- 1943: Marcelino Vergara, pelotari español (f. 2010).

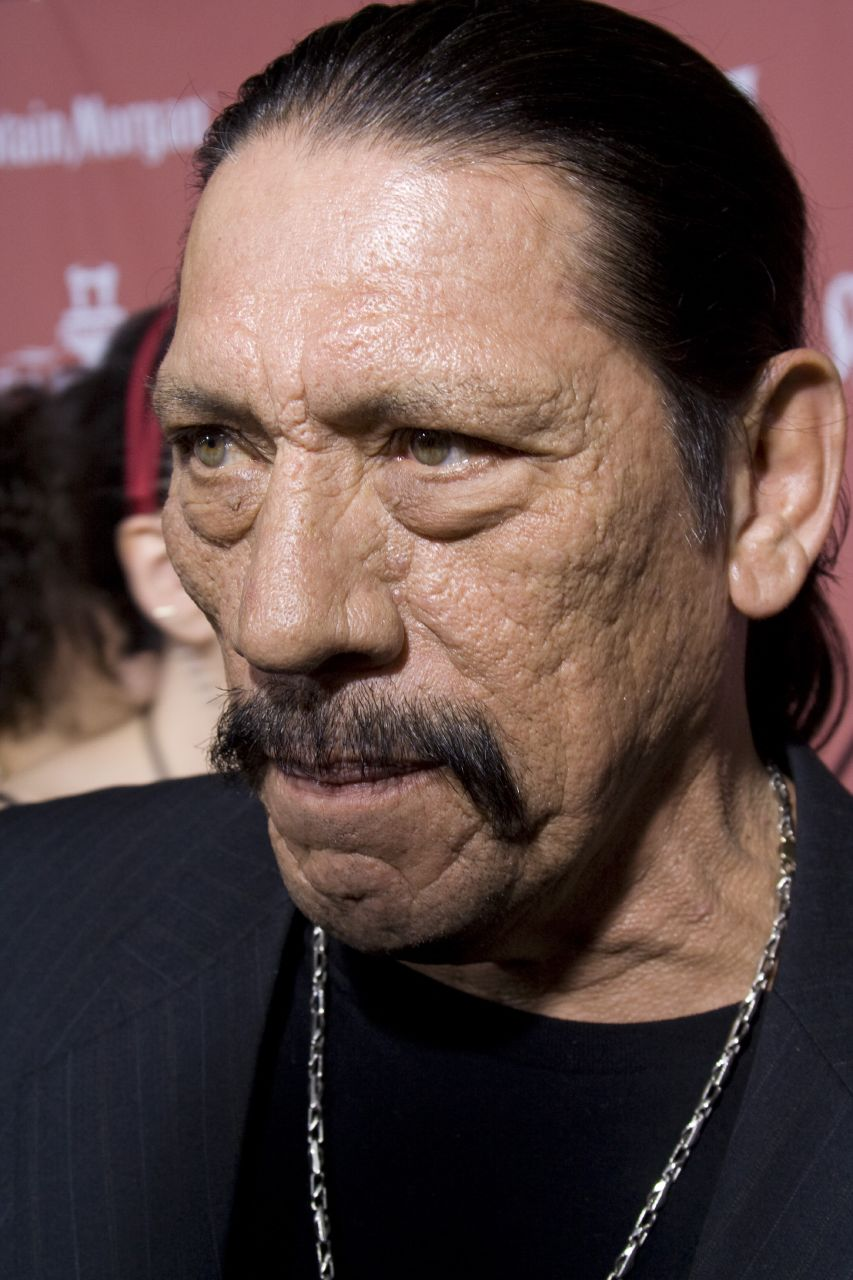
Danny Trejo.

- 1944: Danny Trejo, actor estadounidense de origen mexicano.
- 1944: Juan Villarzú, economista y político chileno.
- 1944: Billy Cobham, baterista panameño de jazz.
- 1944: Ana María Ruiz-Tagle, política y diputada española.
- 1945: Carlos Osoro, obispo español.
- 1945: Martha Beatriz Roque, economista cubana.
- 1946: Robert Fripp, músico británico, de la banda King Crimson.
- 1948: Jesper Christensen, actor danés.
- 1948: Gustaaf Van Roosbroeck, ciclista belga.
- 1949: Rick Reuschel, beisbolista estadounidense.
- 1950: J. Georg Bednorz, físico alemán, premio nobel de física en 1987.
- 1950: Rubén Alberto Gómez, delincuente y torturador militar argentino.
- 1951: Christian Lacroix, diseñador de alta costura francés.

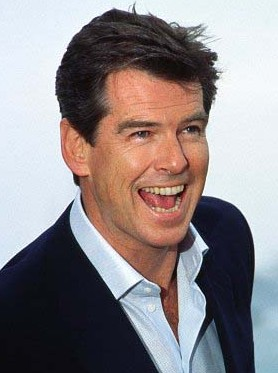
Pierce Brosnan.

- 1953: Pierce Brosnan, actor irlandés.
- 1953: Luis Javier Argüello García, obispo español.
- 1954: Ana Laguna, bailarina española.
- 1954: Jorge Gabela, militar ecuatoriano. (f. 2010).
- 1955: Caridad Canelón, actriz y cantante venezolana.
- 1955: Olga Kórbut, gimnasta bielorrusa.
- 1955: Debra Winger, actriz estadounidense.
- 1955: Claudio Garella, futbolista italiano.
- 1957: Joan Benoit, atleta estadounidense.
- 1957: Antonio Maceda, futbolista español.
- 1958: Lalo Rodríguez, cantante de salsa puertorriqueño (f. 2022).
- 1958: Éric Lombard, político francés.
- 1959: Cynthia del Águila, docente y política guatemalteca.
- 1959: Roberto Piazza, diseñador argentino.
- 1959: Mare Winningham, actriz estadounidense.
- 1961: Solveig Dommartin, actriz franco-alemana (f. 2007).
- 1961: Jeannette Rodríguez, actriz venezolana.
- 1961: Charles Wright, luchador estadounidense.
- 1962: Nuria González, actriz española.
- 1962: Roberto Iniesta, cantante español, de la banda Extremoduro.
- 1963: Mercedes Echerer, actriz y política austríaca.
- 1964: Boyd Tinsley, violinista estadounidense, de la banda Dave Matthews Band.
- 1964: John Salley, baloncestista estadounidense.
- 1965: Krist Novoselic, músico estadounidense, de la banda Nirvana.

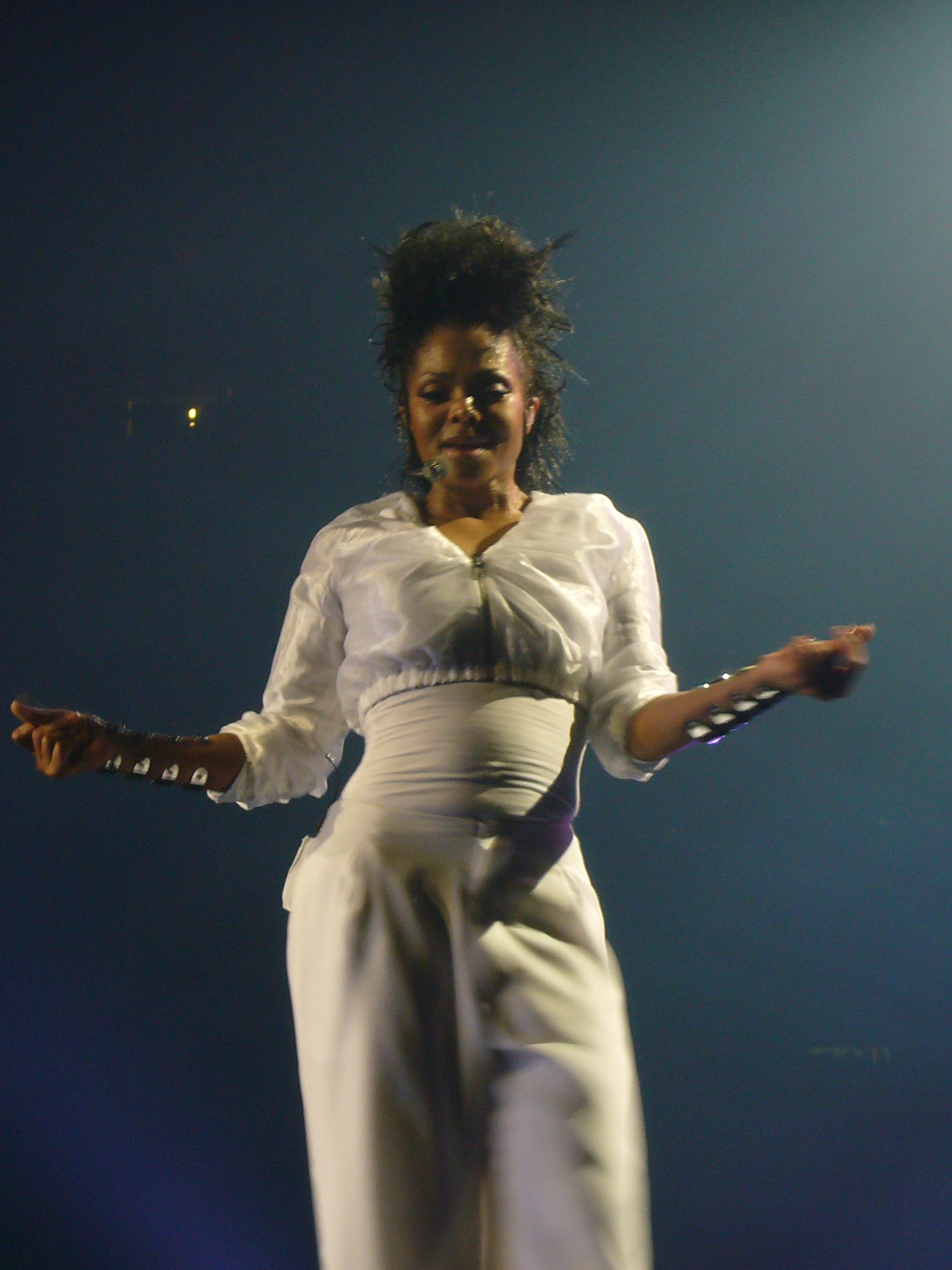
Janet Jackson.

- 1966: Janet Jackson, cantante estadounidense.
- 1966: Thurman Thomas, jugador estadounidense de fútbol americano.
- 1969: David Boreanaz, actor estadounidense.
- 1969: Tracey Gold, actriz estadounidense.
- 1969: Steve Lewis, atleta estadounidense.

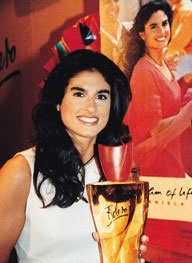
Gabriela Sabatini.

- 1970: Gabriela Sabatini, tenista argentina.
- 1970: Silvia Wheeler, actriz alemana.
- 1971: José Oscar Flores, futbolista y entrenador argentino.
- 1972: Khary Payton, actor estadounidense.
- 1972: Andrzej Duda,  político y abogado polaco, presidente de Polonia desde 2015.
- 1973: Jason Acuña, actor estadounidense.
- 1973: Special Ed, rapero estadounidense.
- 1973: Tatiana de Liechtenstein, Princesa de Liechtenstein.
- 1973: Tori Spelling, actriz estadounidense.

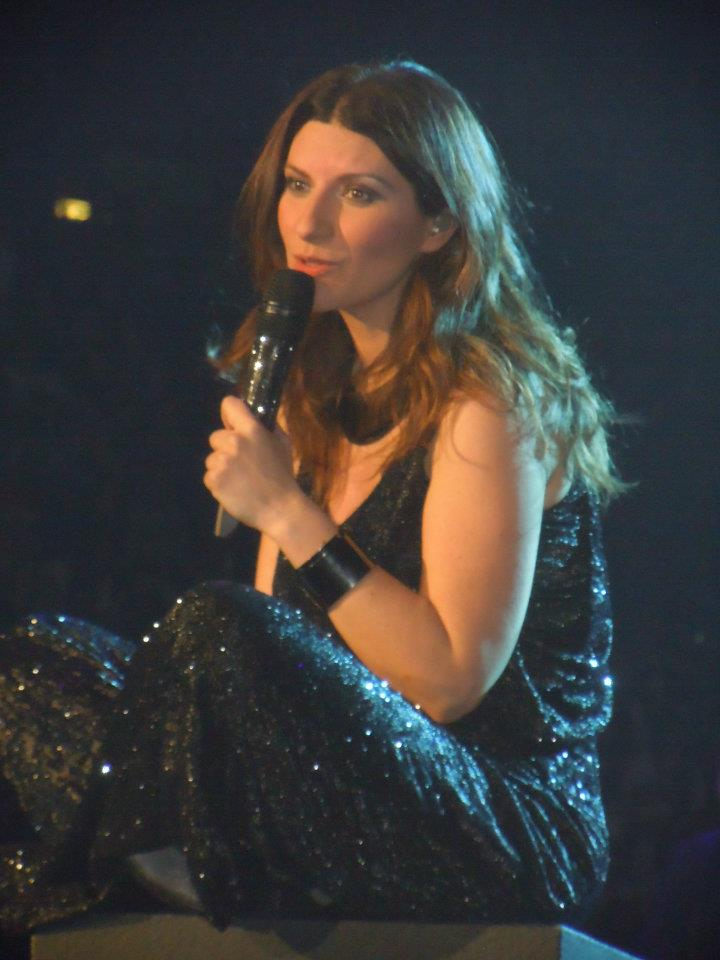
Laura Pausini.

- 1974: Laura Pausini, cantante italiana.
- 1974: Sonny Sandoval, cantante estadounidense, de la banda Payable On Death.
- 1975: Tony Kakko, músico finlandés, de la banda Sonata Arctica.
- 1975: Khalid al-Mihdhar, terrorista saudí que participó en el 11S (f. 2001).
- 1975: Jean-Christophe Devaux, futbolista francés.
- 1975: Yoshitaka Fujisaki, futbolista japonés.
- 1975: Betsy Ortiz, taekwondista puertorriqueña.
- 1977: Dolcenera, cantante italiana.
- 1977: Zatu, rapero, español.
- 1977: Randy Ebright, batería estadounidense.
- 1977: Melanie Lynskey, actriz neozelandesa.
- 1977: Emiliana Torrini, cantautora islandesa.
- 1977: Fernando Silva García, futbolista andorrano.
- 1977: Lynn Collins, actriz estadounidense.
- 1977: Asami Imai, actriz de voz y cantante japonesa.
- 1977: Milivoje Vitakić, futbolista serbio.
- 1977: Gonzalo Noguera, futbolista uruguayo.
- 1977: Pedro Spadaro, abogado y político peruano.
- 1977: Iñaki Otxandorena, pelotari español.
- 1977: Claudia Albertario, actriz y modelo argentina.
- 1977: Amara Carmona Camacho, actriz española.
- 1977: Ronny Ackermann, esquiador alemán.
- 1977: Annie Lemay, jugadora de curling canadiense.
- 1977: Javier Pérez, entrenador de fútbol español.
- 1978: Lionel Scaloni, futbolista argentino.
- 1978: Ernesto Sevilla, actor y presentador español.
- 1978: Jim Sturgess, actor británico.
- 1978: Álvaro Novo, futbolista español.
- 1978: Okan Yılmaz, futbolista turco.
- 1979: McKenzie Lee, actriz porno británica.
- 1979: Sergio Roitman, tenista argentino.
- 1979: Nikos Katsavakis, futbolista griego.
- 1979: Matthias Kessler, ciclista alemán.
- 1980: Mikel Alonso, futbolista español.
- 1980: Juan Arango, futbolista venezolano.
- 1980: Simon Gerrans, ciclista australiano.
- 1980: Marta Tomasa Worner, actriz española.
- 1981: Joseph Morgan, actor británico.
- 1981: Ricardo Costa, futbolista portugués.
- 1981: Claudiano Bezerra da Silva, futbolista brasileño.
- 1981: Marius Niculae, futbolista rumano.
- 1981: Ussadate Sutthikunkarn, taekwondista tailandés.
- 1981: María de Jesús Mata, taekwondista mexicana.
- 1982: Billy Crawford, actor y músico estadounidense.
- 1982: Joo Ji Hoon, actor y modelo surcoreano.
- 1982: Łukasz Kubot, tenista polaco.
- 1982: Masaki Chūgo, futbolista japonés.
- 1982: Clément Turpin, árbitro de fútbol francés.
- 1982: Tiya Sircar, actriz estadounidense.
- 1983: Nancy Ajram, modelo, escritora y cantante libanesa.
- 1983: Paola Jara, cantante colombiana.
- 1984: Darío Cvitanich, futbolista argentino.
- 1984: Javi Soria, futbolista español.
- 1984: Julien Antomarchi, ciclista francés.
- 1985: Stanislav Ianevski, actor búlgaro.
- 1985: Ricardo Jesus da Silva, futbolista brasileño.
- 1985: Henrique Pacheco Lima, futbolista brasileño.
- 1985: Elias Mendes Trindade, futbolista brasileño.
- 1985: Minoru Suganuma, futbolista japonés.
- 1985: Anja Mittag, futbolista alemana.

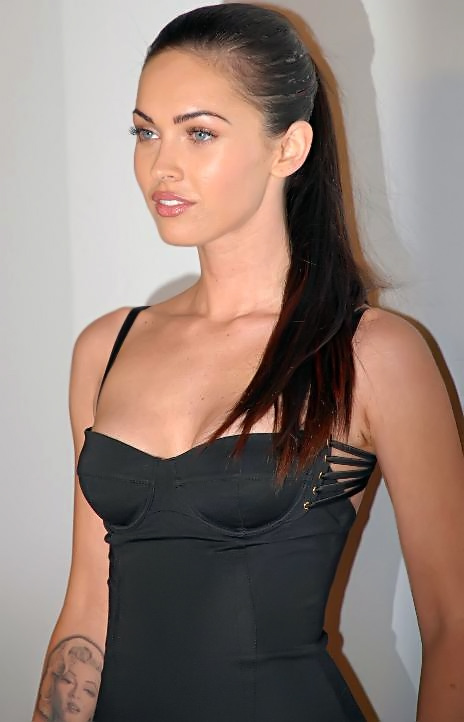
Megan Fox.

- 1986: Megan Fox, actriz estadounidense.
- 1986: Andy Keogh, futbolista irlandés.
- 1986: Fernando Carralero, futbolista español.
- 1986: Darina Apanaschenko, futbolista ucraniana.
- 1986: Boris Rotenberg, futbolista ruso.
- 1986: Ali Nasser, futbolista catarí.
- 1986: Siarhei Shylovich, balonmanista bielorruso.
- 1987: Jordi Figueras, futbolista español.
- 1987: Juan José García Martínez, futbolista español.
- 1988: Jesús Castillo, futbolista mexicano.
- 1988: Abella Anderson, actriz pornográfica estadounidense.
- 1988: Anton Kanibolotskiy, futbolista ucraniano.
- 1988: Ana Varela, actriz portuguesa.
- 1988: Masud Hayi-Zavareh, taekwondista iraní.
- 1989: Álvaro Domínguez, futbolista español.
- 1989: Behati Prinsloo, modelo namibia.
- 1989: Fabio Sciacca, futbolista italiano.
- 1989: Sergio Garabato, futbolista español.
- 1990: Thomas Brodie-Sangster, actor británico.
- 1990: Quique González Casín, futbolista español.
- 1990: Bjarki Már Elísson, balonmanista islandés.
- 1990: Žiga Mlakar, balonmanista esloveno.
- 1991: Grigor Dimitrov, tenista búlgaro.
- 1991: Yipsy Ojeda, futbolista chilena.
- 1991: Unai Intziarte, ciclista español.
- 1992: Nadir Minotti, futbolista italiano.
- 1992: Andrew Bevin, futbolista neozelandés.
- 1992: Nick Bruce, ciclista estadounidense.
- 1993: IU, cantante, compositora y actriz surcoreana.
- 1993: Karol Mets, futbolista estonio.
- 1993: Ricardo Esgaio, futbolista portugués.
- 1993: Atticus Mitchell, actor estadounidense.
- 1993: Darko Dimitrievski, balonmanista macedonio.
- 1993: Sondess Ben Tahar, taekwondista argelina.
- 1994: Bryan Rabello, futbolista chileno.
- 1994: José Carlos Cracco Neto, futbolista brasileño.
- 1994: Miles Heizer, actor estadounidense.
- 1994: Travis Bennett, rapero estadounidense.
- 1994: Jason Rüesch, esquiador de fondo suizo.
- 1994: Sharabutdin Magomedov, artista marcial mixto ruso.
- 1994: Anthony Turgis, ciclista francés.
- 1995: Nguyễn Tuấn Anh, futbolista vietnamita.
- 1995: Donte McGill, baloncestista estadounidense.
- 1995: Sita Sanogo, taekwondista marfileña.
- 1996: Álex Valera, futbolista peruano.
- 1996: Marcio Almeida de Oliveira, futbolista brasileño.
- 1996: Kabelo Dlamini, futbolista sudafricano.
- 1997: Gaizka Campos, futbolista español.
- 1997: Richie Palacios, beisbolista estadounidense.
- 1997: Keith Braxton, baloncestista estadounidense.
- 1997: Li Chen, taekwondista china.
- 1997: Jackson Carroll, taekwondista canadiense.
- 1998: Ariel Waller, actriz canadiense.
- 1998: Samu Alanko, futbolista finlandés.
- 1998: Tanguy Turgis, ciclista francés.
- 1998: Jeancarlo Vargas, futbolista hondureño.
- 1999: Matyáš Jachnicki, voleibolista checo.
- 1999: Dilshod Komilov, futbolista uzbeko.
- 2000: Dani Vidal, futbolista español.
- 2000: Rodrigo Sánchez Rodríguez, futbolista español.
- 2000: Javier Moreno Arrones, futbolista español.
- 2000: Omri Gandelman, futbolista israelí.
- 2000: Figalaau Mafi, yudoca tongana.
- 2000: Karim Mané, baloncestista senegalés.
- 2000: Javier Hussein, futbolista argentino.
- 2000: Miao Wanru, tiradora china.
- 2000: Guo Qing, taekwondista china.
- 2001: Adrián Da Cunha, futbolista andorrano.
- 2001: Ryuya Nishio, futbolista japonés.
- 2002: Ryan Gravenberch, futbolista neerlandés.
- 2002: Kenneth Taylor, futbolista neerlandés.
- 2002: Ema, futbolista escuadronés.
- 2002: Tomás Araújo, futbolista portugués.
- 2002: Sebastian Nanasi, futbolista sueco.
- 2002: Mohammed Fuseini, futbolista ghanés.
- 2002: Kiliann Sildillia, futbolista francés.
- 2003: Noa Fontanals, actriz española.
- 2003: Otto Rosengren, futbolista sueco.
- 2003: Loïs Boisson, tenista francesa.
- 2004: Satsuki Odo, tenista de mesa japonesa.
- 2005: Diana Santamaría, nadadora española.
- 2007: Ivy George, actriz estadounidense.
- 2007: Lia McHugh, actriz de cine y televisión estadounidense.

## Fallecimientos
- 290: Wu de Jin, emperador chino (n. 236).
- 895: Qian Kuan, noble chino.
- 1160: San Ubaldo, religioso italiano.
- 1265: Simón Stock, santo inglés (n. 1165).
- 1529: Francesco Morone, pintor italiano (n. 1471).
- 1561: Juan Amor Tarnowski, cronista, orador, comandante y teórico militar (n. 1488).
- 1607: Cacique Calarcá, mohán y líder amerindio pijao (n. siglo XVI).
- 1620: William Adams, navegante británico (n. 1564).
- 1657: Andrés Bobola, misionero y santo polaco (n. 1591).
- 1669: Pietro da Cortona, arquitecto y pintor barroco italiano (n. 1596).
- 1696: Mariana de Austria, reina consorte española (n. 1634).

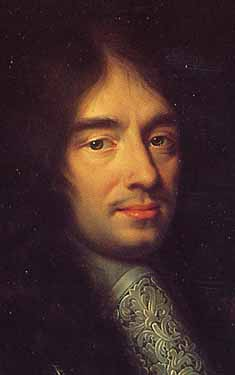
Charles Perrault.

- 1703: Charles Perrault, escritor francés (n. 1628).
- 1826: Luisa de Baden, emperatriz rusa (n. 1779).
- 1830: Jean Baptiste Joseph Fourier, matemático francés (n. 1768).
- 1891: Ion Bratianu, político rumano (n. 1821).
- 1894: Germán Hernández Amores, pintor español (n. 1823).
- 1899: Francisco S. Rivera, marino argentino (n. 1858).
- 1908: Mariano Casanova, arzobispo chileno (n. 1833).
- 1910: Mili Balákirev, compositor ruso (n. 1836).
- 1920: Joselito, torero español (n. 1895).
- 1920: Levi P. Morton, vicepresidente estadounidense (n. 1824).
- 1926: Mehmed VI, sultán otomano (n. 1861).
- 1931: Emiliano Figueroa Larraín, político chileno (n. 1866).
- 1933: Filareto Kavernido, médico anarquista alemán (n. 1880).
- 1943: Carlos Pareja Paz Soldán, jurista peruano (n. 1914).
- 1947: Frederick Gowland Hopkins, bioquímico británico, premio nobel de medicina en 1929 (n. 1861).
- 1953: Django Reinhardt, guitarrista y compositor belga (n. 1910).
- 1954: Clemens Krauss, director de orquesta y músico austriaco (n. 1893).
- 1955: James Agee, escritor estadounidense (n. 1909).

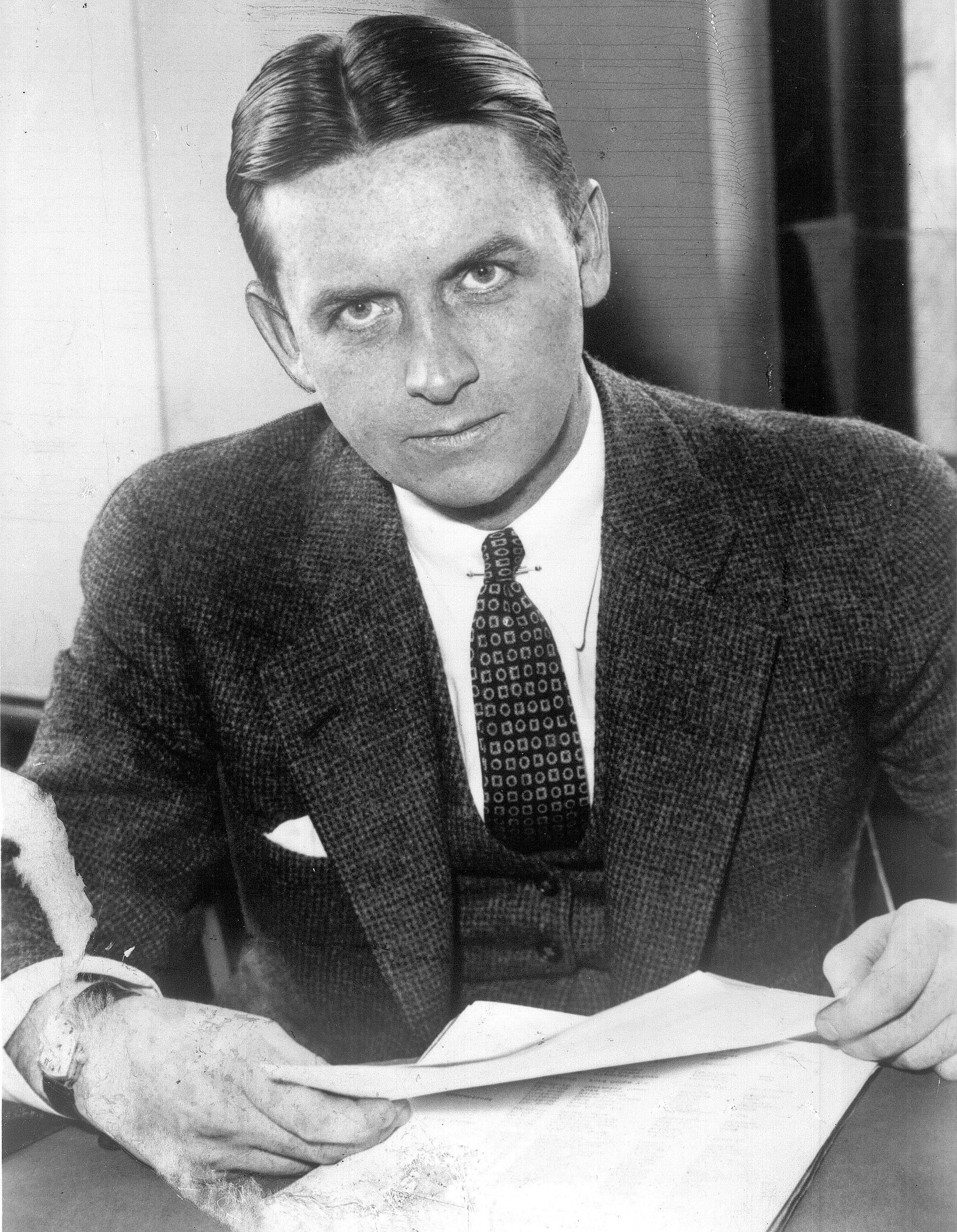
Eliot Ness.

- 1957: Eliot Ness, agente estadounidense (n. 1903).
- 1971: Gregorio Pedro XV Agagianian, cardenal armenio (n. 1895).
- 1973: Jacques Lipchitz, escultor cubista lituano (n. 1891).
- 1974: Óscar Pulido, cómico mexicano (n. 1906).
- 1978: William Steinberg, director de orquesta y músico alemán (n. 1899).
- 1979: A. Philip Randolph, activista estadounidense (n. 1889).
- 1980: Luis Heysen Incháustegui, ingeniero, sociólogo y político peruano  (n. 1903).
- 1984: Wessel Couzijn, escultor neerlandés (n. 1912).
- 1984: Andy Kaufman, cómico estadounidense (n. 1949).
- 1984: Irwin Shaw, escritor estadounidense (n. 1913).
- 1985: Andrés Espinosa, escalador español (n. 1903).
- 1985: Margaret Hamilton, actriz estadounidense (n. 1902).
- 1990: Fernando Claudín, teórico marxista español.
- 1990: Sammy Davis Jr., cantante y actor estadounidense (n. 1925).

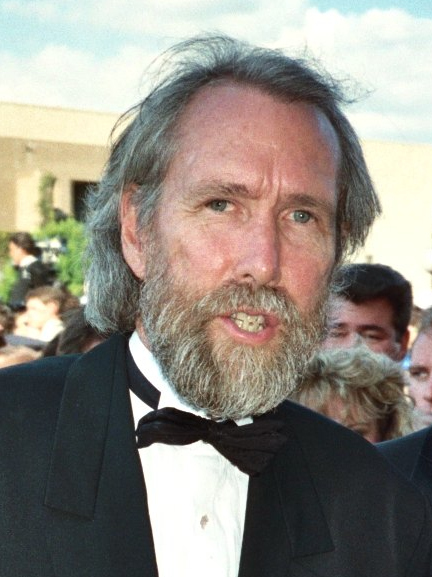
Jim Henson.

- 1990: Jim Henson, productor y director de cine estadounidense, creador de los Muppets (n. 1936).
- 1990: Eduardo Mateo, músico y compositor uruguayo (n. 1940).
- 1992: Chalino Sánchez, corridista mexicano (n. 1960).
- 1995: Lola Flores, cantaora y bailaora española (n. 1923).
- 1997: Giuseppe de Santis, guionista y cineasta italiano (n. 1917).
- 1998: Mayrata O'Wisiedo, actriz española.
- 2006: Jorge Porcel, actor y comediante argentino (n. 1936).

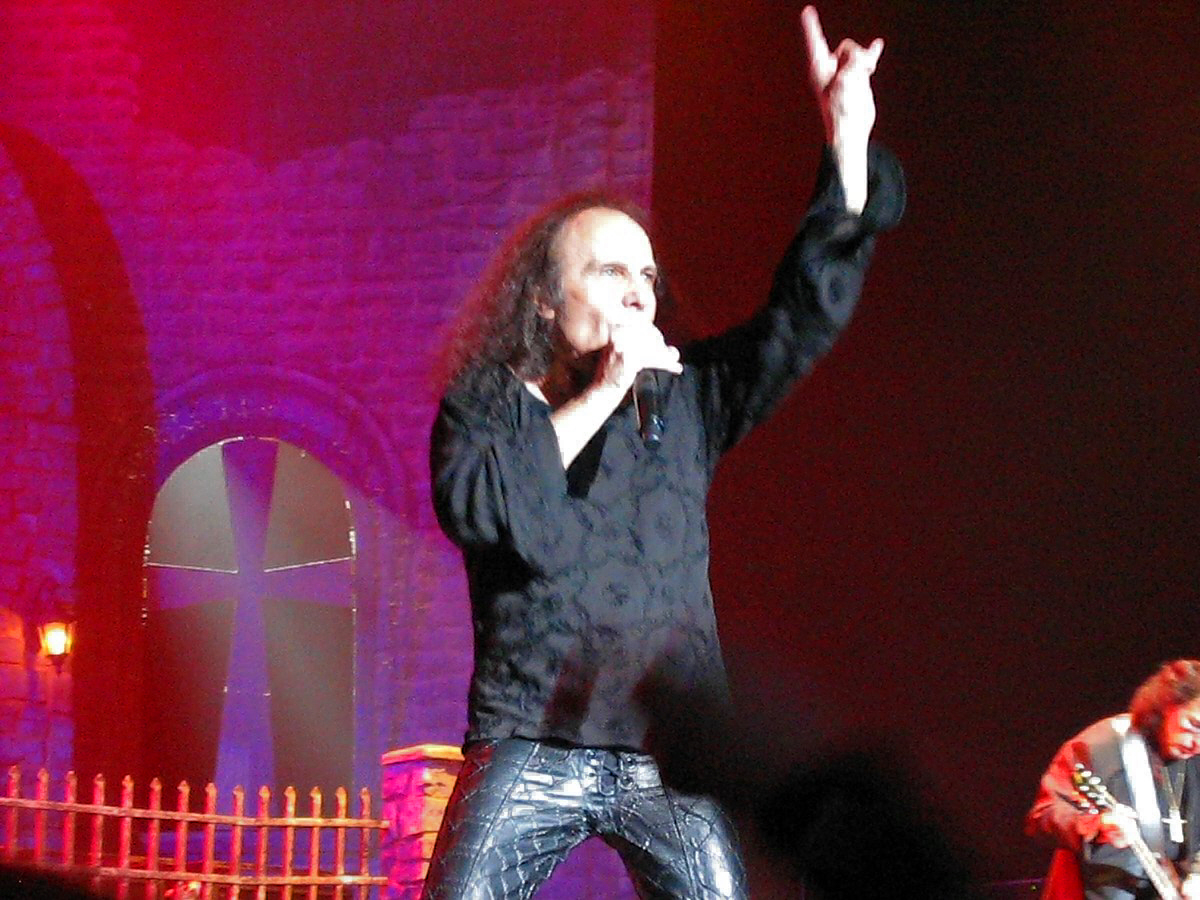
Ronnie James Dio

- 2010: Ronnie James Dio, cantante estadounidense (n. 1942).
- 2010: Alfonso Escámez, banquero español (n. 1916).
- 2010: Hank Jones, pianista y compositor estadounidense (n. 1918).
- 2011: Herman Brady Roche, militar chileno (n. 1919).
- 2011: Edward Hardwicke, actor británico (n. 1932).
- 2013: Heinrich Rohrer, físico suizo, premio nobel de física en 1986 (n. 1933).
- 2014: Gerald M. Edelman, biólogo estadounidense, premio nobel en fisiología o medicina en 1972 (n. 1929).
- 2016: Jim McMillian, baloncestista estadounidense (n. 1948).
- 2019: Bob Hawke, político australiano, primer ministro entre 1983 y 1991 (n. 1929).
- 2019: Ieoh Ming Pei, arquitecto estadounidense de origen chino (n. 1917).
- 2020: Pilar Pellicer, actriz mexicana (n. 1938).
- Julio Anguita González, político, maestro e historiador español (n. 1941).
- 2021: MC Kevin, cantante de funk brasileño (n. 1998).
- 2022: Mabel Pessen (85), actriz argentina (n. 1936).
- 2024: Dabney Coleman, actor estadounidense (n. 1932).

## Celebraciones
- Día Internacional de la Convivencia en Paz.

- Día Internacional de la Luz.

- Día Mundial del Heavy Metal.[1][2]

- Día Internacional de la Tauromaquia.[3]

- Día Internacional de los Celíacos.

- Día Mundial del Angioedema Hereditario.

- Día Mundial de Concientización sobre los Defectos Congénitos de la Glicosilación.

 Por países
(Por orden alfabético)
- Colombia:
  - Día del Maestro.

- Costa Rica:
  - Día Nacional del Microbiólogo y del Químico Clínico.

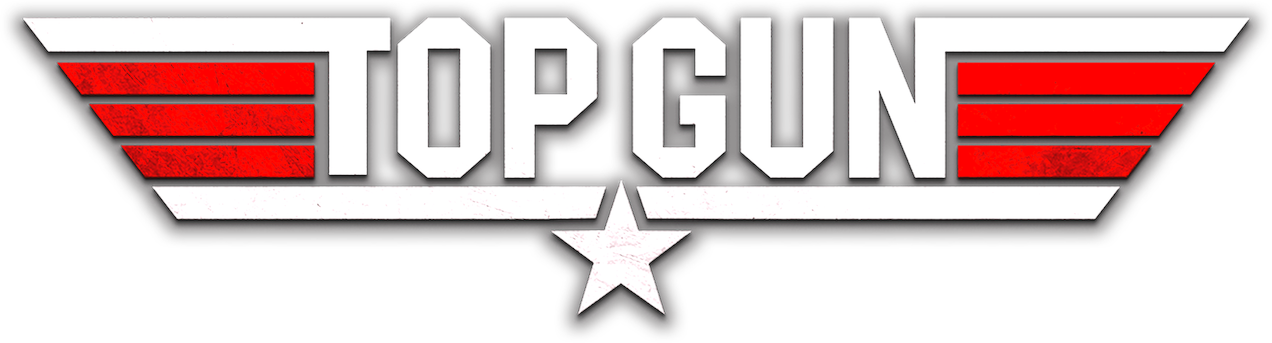
Día de Top Gun en Estados Unidos.

- Estados Unidos:
  - Día de Top Gun.
Aniversario del estreno: 16 de mayo de 1986 (39 años).
(en inglés: Top Gun Day).

- Malasia:
  - Día del Maestro.

### Santoral católico

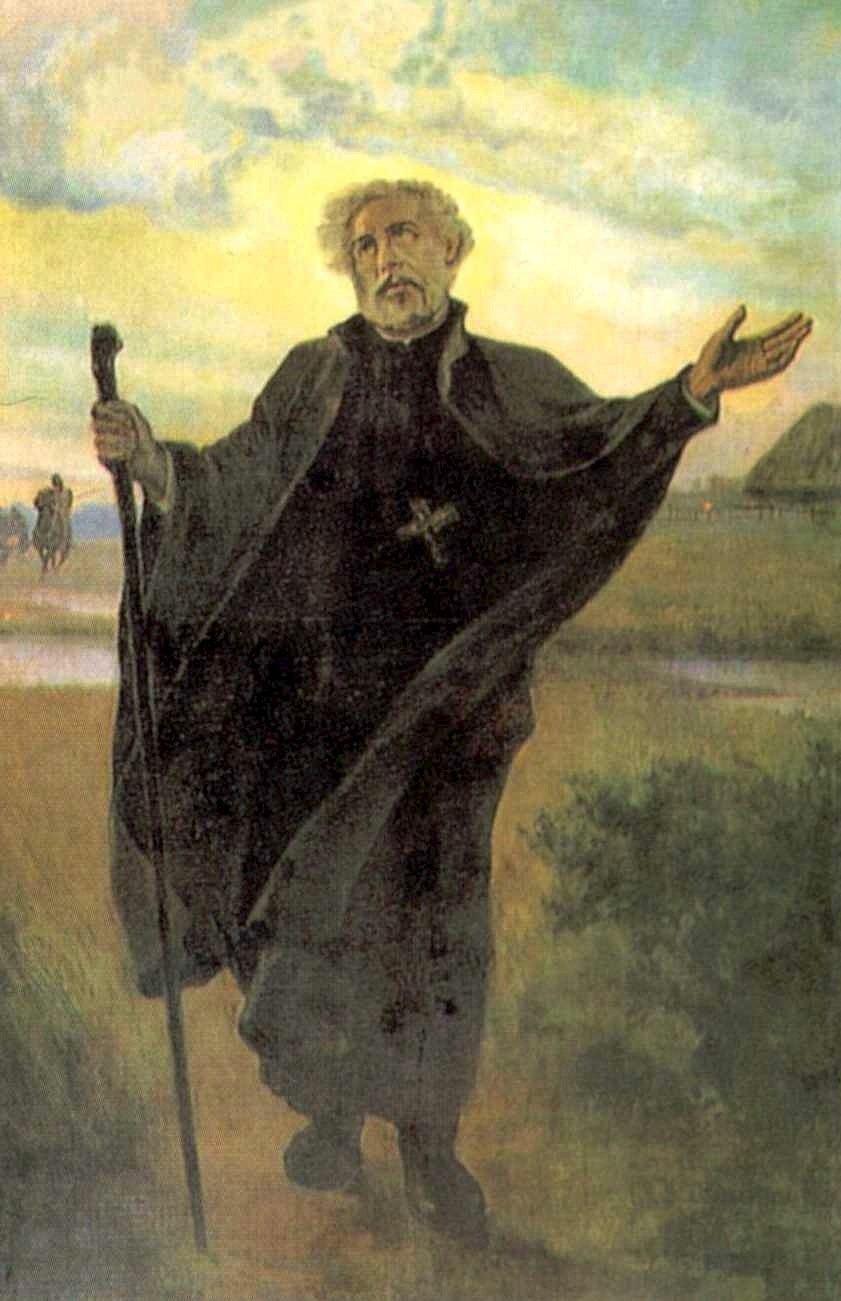
San Andrés Bobola, jesuita polaco, patrono de Polonia.

- Virgen de Bisaccia, advocación mariana originada en Montenero di Bisaccia y venerada también en Timbúes.
- San Abdás, obispo y mártir.
- San Abieso, obispo y mártir.[4]
- San Adán de Fermo.[4]
- San Andrés Bobola.[4](imagen ilustrativa).
- San Brendán.[4]
- San Carentoco.[4]
- San Fídolo.[4]
- San Germerio de Tolosa.[4]
- San Honorato de Amiens.[4]
- San Illán.[5]
- San Peregrino de Auxerre.[4]
- San Posidio de Calama.[4]
- San Simón Stock.[4]
- San Ubaldo de Gubbio.[4]
- Beato Vidal Vladimir Bajrak.[4]
- San Juan Nepomuceno.